# Velika Reka (Podujevo)
Pour les articles homonymes, voir Velika Reka.
Velikarekë en albanais et Velika Reka en serbe latin (en serbe cyrillique : Велика Река) est une localité du Kosovo située dans la commune/municipalité de Podujevë/Podujevo, district de Pristina (Kosovo) ou district de Kosovo (Serbie). Selon le recensement kosovar de 2011, elle compte 544 habitants, tous albanais.

## Démographie

### Évolution historique de la population dans la localité
| 1948 | 1953 | 1961 | 1971 | 1981 | 1991 | 2011 |
| ---- | ---- | ---- | ---- | ---- | ---- | ---- |
| 359  | 401  | 391  | 432  | 548  | 648  | 544  |

|  |